# Bonifatius III van Monferrato
Bonifatius III Paleologo (13 juni 1424 – 31 januari 1494) was markgraaf van Monferrato van 1483 tot 1494. Hij was een zoon van markgraaf Johan Jacob en Margaretha van Savoye (1390-1460).
Nadat zijn broer Willem VIII zonder mannelijke nakomelingen was overleden, volgde hij deze in 1483 op.
Bonifatius was driemaal gehuwd. Voor het eerst huwde hij met Orvietana di Campofregoso, dochter van Pietro di Campopfregoso, doge van Genua. Voor de tweede maal trouwde hij met Helena Brosse († 1484), dochter van Jan II van Brosse. Beide huwelijken bleven kinderloos. Op 8 juli 1485 huwde hij te Innsbruck met de veel jongere Maria Branković (Ohrid 1466 – Casale 27 augustus 1495), dochter van Stefan van Servië. Met haar kreeg hij twee zonen:
- Willem (1486 – 1518), markgraaf van Monferrato 1494-1518
- Johan George (1488 – 1533), markgraaf van Monferrato 1530-1533